# Passauer Ruderverein von 1874
Der Passauer Ruderverein von 1874 ist ein Sportverein aus Passau.

## Geschichte und Lage
Am 9. Juli 1874 wurde der Passauer Ruderverein als erster Ruderverein in Bayern gegründet. 1882 bei der Gründung des Bayerischen Ruderverbands wurde Julius Kanzler vom Passauer Ruderverein erster Präsident. Ab Juni 1883 gehörte der Passauer Ruderverein auch zu den Mitgliedern des im März 1883 gegründeten Deutschen Ruderverbands. 1930 wurde die erste Damenabteilung des Passauer Rudervereins eröffnet. Das Bootshaus in der heutigen Form wurde 1984 eingeweiht.
Der Verein hat sein Bootshaus auf der deutschen Seite des Inn oberhalb des österreichischen Kraftwerks Ingling.

## Bekannte Sportler
Helmut Lebert gewann bei den Europameisterschaften 1963 die Bronzemedaille im Einer und war damit erster Medaillengewinner des Vereins bei internationalen Meisterschaften. 1965 und 1966 erruderte Annemarie Rupprecht Bronze und Silber im Doppelzweier.
Franz Held, der 1969 im Achter und 1971 im Vierer ohne Steuermann Europameisterschaftsbronze erkämpfte, war bei den Olympischen Spielen 1972 in München mit Bronze im Vierer ohne Steuermann der erste olympische Medaillengewinner des Vereins. Beim Medaillengewinn im Achter 1969 war auch der Passauer Günther Karl beteiligt.
1971 gewann Edith Baumann Bronze im Einer, nach ihrer Heirat wurde Edith Eckbauer auch 1973 Europameisterschaftsdritte. Zwei Jahre später ruderte sie bei den Weltmeisterschaften 1975 im Vierer mit Steuerfrau. Ihre Bronzemedaille war die erste Weltmeisterschaftsmedaille für ein Mitglied des Passauer Rudervereins. Bei der Premiere des olympischen Frauenruderns 1976 in Montreal ruderte sie zusammen mit Thea Einöder auf den dritten Platz im Zweier ohne Steuerfrau, die beiden waren die ersten bundesdeutschen Medaillengewinnerinnen im Frauenrudern.
In den 2010er Jahren gewann Felix Wimberger zwei Weltmeistertitel und drei Europameistertitel mit dem Deutschland-Achter und wurde damit zum bislang einzigen Goldmedaillengewinner des Vereins bei internationalen Meisterschaften.